# Липівка (Бучанський район)
Ли́півка — село Макарівської селищної громади Бучанського району Київської області. Розташоване за 5 км від центру громади смт Макарів та за 63 км від обласного центру. Найближча залізнична станція — Бородянка, за 17 км.
Площа населеного пункту становить 532,3 га, кількість дворів — 595. Кількість населення — 1023 особи.
В цьому селищі віддав життя за Україну Герой із Львівщини Кіндратишин Юрій Миронович 1981р.н.

## Географія
Селом протікає річка Почепин, ліва притока Здвижу.

## Історія
Липівка — старовинне село. Біля нього знайдено 7 курганів, які свідчать про жорстокі бої, які тут відбувалися. Археологи виявили й кам'яні шліфовані молотки, крем'яні ножі, пилки та стріли.
Перші письмові згадки про село Липівка пов'язані з «маєтностями так званими Ясинецькими» — власністю Івашенцевичів і належать до 1506 р.
Тривалий час входила до складу Макарівського ключа, її власниками були, зокрема, Макаревичі, Харленські, Щавінські, Грохольські, князі Любомирські. У 1768 році дідич, люблінський воєвода Антоній Любомирський поміняв Макарівський ключ на кілька сіл (зокрема, Уладівка), які належали Каєтану Росцішевському гербу Юноша.
У липні 1768 року в селі побували козаки Івана Бондаренка.
Лаврентій Похилевич писав про село наступне:
| «Липівка село у 5 верстах від Андріївки та у 4 від Макарова, знаходиться при болотистому струмку Почепин, що утворює у селі невеликий ставок з водяним млином і впадає за селом у р. Здвиж. На цьому місці за старих часів росло безліч липових гаїв, що дали назву селищу. Тепер існують тільки їх залишки, що складаються з декількох дерев при церкві та у саду власників. Любов жителів до бджільництва також наводить на думку, що липи жителями зберігались та насаджувались для бджільництва. В околицях села знаходяться особливого роду невеликі могили. Вони розташовані групами, по 20 і більше. Їхній склад це частини: деревного вугілля, пісок і зола. Такої ж групи могили тягнуться на рівних відстанях одна від одної на відстані близько 3 верст, біля Маковищ і Копилова і на височині біля Гавронщини. Ті, що розташовані серед селянських полів згладжуються і знищуються. Жителів проживає православних 1076, католиків 34, євреїв. 28; По смерті декана Каетана Росцішевського близько 1780 року Липівка дісталася в спадщину його братові Казимирові, у роді якого постійно залишалася і нині належить правнучці його Людвіці Едмундовні, по чоловіку Страшинській, одна тільки садибна і польова земля, у просторі 538 десятин.; лісова ж як при Липівці, так і в хуторі Язвинці 1481 десятин продана нею в 1883 році полковникові Володимиру Онопрієнку. Крім того від неї ж різночасно починаючи з 1871 року придбали земельні наділи такі селяни: Омельчук Федір 60 десятин, Лещенко Дмитро 44, Силонька Федір 26, Божко, Ольховець, Іванченко, Левченко по 20 десятин; 4 селянина разом 6, Савченко 14 десятин. Селянин Пацан і міщанин Фонтані по 10 дес. Казимир Росцішевський був за Олександра I Київським губернським проводирем дворянства і вмів, як говорять, заслужити його особливу прихильність. У власницькому палаці Липівки знаходиться чудовий родовий архів, що залишився після Росцішевського: Декана і проводиря дворянства, що укладає в собі, по звістці Е. Руліковського, у додатках до пам'ятників Свенцицького, дуже цікаві кореспонденції латинських єпископів Залуського і Воловича й останнього Київського воєводи з ляхів Стемпковського. Для православних доступ в архів, само собою зрозуміло, утруднений, якщо вони не визнають зверхність польської культури. Про землеволодіння ми б скінчили на сказаному, якби не зустрічали в актах місцевої парафіяльної церкви, що існує тут ante saecula (з давніх часів), незрозумілого нам факту, що Липівка в 1732 році належала не до Макарівського маєтку, а православному чи можливо уніату Антонієві Щавинському, похованому з дружиною при церкві, у 1746 р. До церковної громади с. Липівки належать села: Лозовик та Почепин». |
1825 р. в Липівці було відкрито церковно-приходську школу. Православна церква в Липівці була Покровською, мала 40 десятин землі, побудована старанням власника Липівки Ігнатія Трипольського, який похований з дружиною у самій церкві. До приходу належали села Лозовик, Королівка, Озерщина. Під час радянської влади церкву було зруйновано.
У січні 1918 р. в Липівці було встановлено радвладу, яка остаточно закріпилася з 1920 р. У 1920 р. було створено комнезам і земельний відділ, тоді ж — продовольчий комітет.
У травні 1925 р. організовано Загально-липівську землегромаду, у яку входили в 1928 р. 59 родин.
У 1929 р. було утворено 5 сільськогосподарських артілей, які в 1930 р. об'єдналися в одне господарство. Але багато селян не мало бажання вступати в колгосп. За опір було заарештовано як ворогів народу одноосібників О. І. Новицького, Ф. Л. Ольховця, службовця Л. І. Шевченка, бухгалтера Я. Я. Василенка та інших.
У 1937–1938 рр. в Липівці пройшла хвиля нових репресій. Були заарештовані та розстріляні П. І. Герасименко, К. Ф. Юхименко, І. Г. Юхименко, засуджені на різні строки ув'язнення П. П. Кузменко, О. І. Новицький, Ф. Л. Ольховець, Г. Ф. Омельчук, З. С. Ромашко, Л. І. Шевченко.
Незважаючи на сталінські репресії, липівці одностайно піднялися на боротьбу з ворогом у 1941 р. 350 жителів брали участь у боротьбі проти німецьких загарбників. За роки окупації з села було вивезено на рабську працю до Німеччини 125 юнаків та дівчат. 275 мешканців села нагороджені орденами та медалями, 161 — поліг смертю хоробрих. В пам'ять про їх безсмертний подвиг в Липівці встановлено пам'ятник воїнам Радянської армії та встановлено меморіальні дошки з їх іменами.
Голод 1947 р. був тяжким випробуванням для липівців. Вони рятувалися, як могли. Так, доведена до відчаю Г. Ф. Карпенко пішла за колосками на колгоспний лан і «нарізала на лану артілі ім. Ворошилова 8 кг колосків». Про це писала районна газета «Стахановець». Виїзна сесія нарсуду розглянула справу на місці і засудила громадянку Г. Ф. Карпенко відповідно до Указу Президії Верховної Ради СРСР від 8 вересня 1947 р. до ув'язнення у виправно-трудовому таборі на 8 років. Залишилися хворі батьки та малі діти.
У 1955 р. артіль ім. Ворошилова перейменовано в колгосп «Прогрес». Він мав земельний фонд 2300 га землі, у тому числі орної −2004 га. Спеціалізувався на відгодівлі свиней та великої рогатої худоби. Голову колгоспу М. С. Тарасюка було удостоєно ордена Леніна.
У 1962 р. в селі було збудовано нову школу на 240 місць, у якій нині навчаються 172 учні. У 1968 р. відкрито клуб на 380 місць, побудовано ФАП, дитячі ясла, є бібліотека.
В «Історії міст і сіл Української РСР» про Липівку початку 1970-х було подано таку інформацію:

| Липівка - село, центр сільської Ради, розташоване за 5 км від районного центру та за 16 км від залізничної станції Бородянка. Населення - 1307 чоловік. Сільраді підпорядковане село Лозовик. У Липівці - центральна садиба колгоспу «Прогрес», земельний фонд якого становить 2300 га землі в т. ч. орної - 2004 га. Господарство спеціалізується на відгодівлі свиней і великої рогатої худоби[2]. |
У 1986 р. для переселенців із зони ЧАЕС будівельники з ялтинської фірми «Курорт-Буд» за три місяці побудували 93 будинки, куди було переселено 270 осіб.
У 1989 р. було побудовано новий ФАП. За останні роки в Липівці були споруджені дитячий садок, їдальня, будинок побуту, два магазини, лазня, заасфальтовано всі дороги. Село газифіковане і оснащене водогоном.
У 1994 р. колгосп «Прогрес» змінив форму власності на КПСП, а в 2002 р. було створено сільськогосподарський кооператив «Липівський».
Метричні книги ,клірові відомості, сповідні розписи церкви Покрова Пресвятої Богородиці с. Липівка (приписні с. * Королівка з ц. св. Миколая, Озерщина з ц. Олександра Невського, хут. Лозовик, ф. Погуляйка) Макарівської волості Київського пов. Київської губ. зберігаються в ЦДІАК України.

## Релігія
- церква Покрови Пресвятої Богородиці (кам'яна, ПЦУ).

## Відомі люди
- Зіневич Тетяна Миколаївна — мати героїня.
- Кайгородов Віталій Сергійович (1997—2022) — солдат Збройних сил України, учасник російсько-української війни, що загинув у селі в ході російського вторгнення в Україну у 2022 році.
- Коломієць Ольга Кирилівна — український радянський вчений-селекціонер.
- Шевченко Антон Юхимович — український економіст.

## Галерея

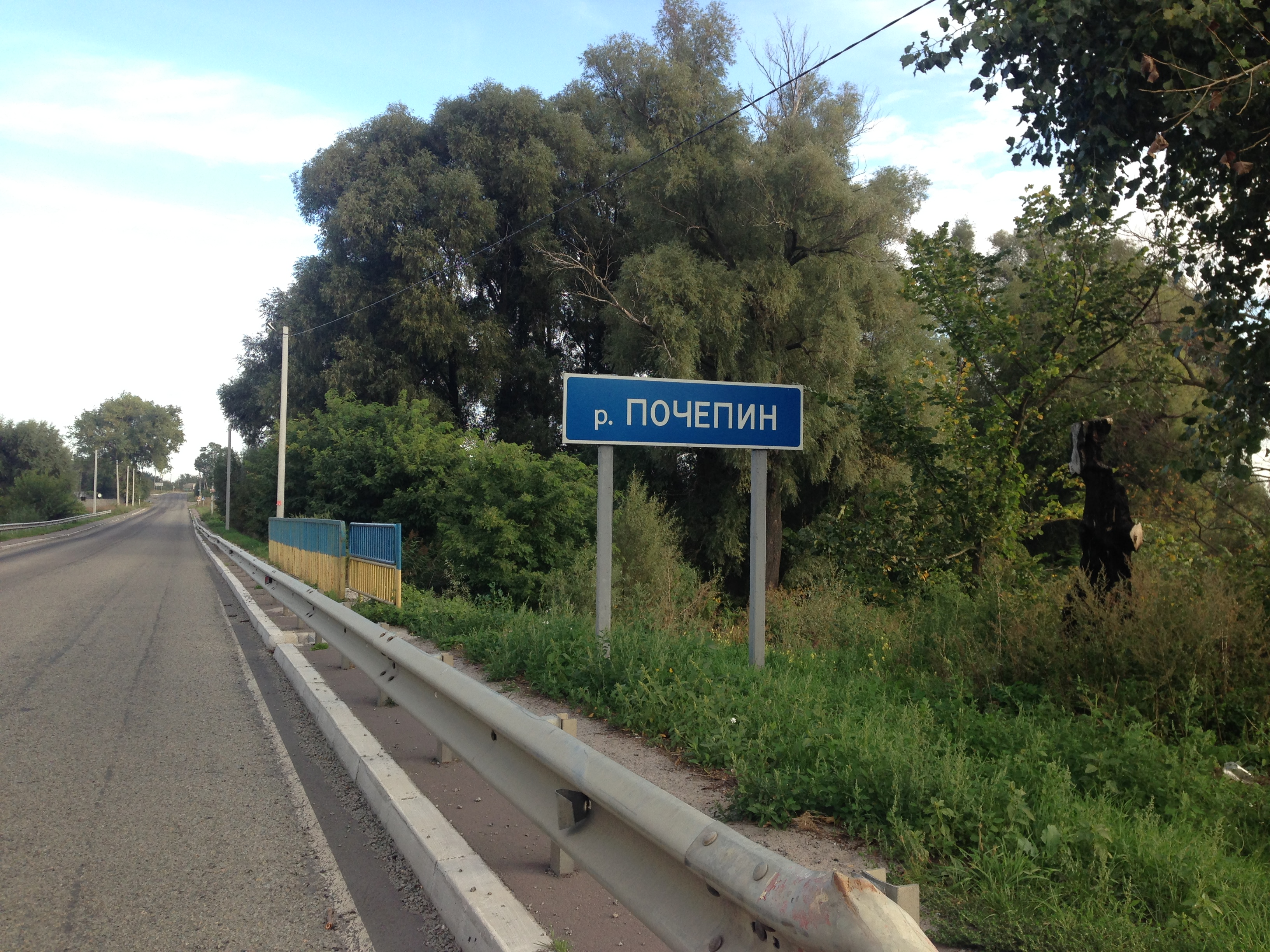
Дорожний знак над річкою